# Coats (Kansas)
Coats es una ciudad ubicada en el de condado de Pratt en el estado estadounidense de Kansas. En el año 2010 tenía una población de 83 habitantes y una densidad poblacional de 166 personas por km².

## Geografía
Coats se encuentra ubicada en las coordenadas 37°30′40″N 98°49′31″O / 37.51111, -98.82528 (37.511148, -98.825388).

## Demografía
Según la Oficina del Censo en 2000 los ingresos medios por hogar en la localidad eran de $$23,750 y los ingresos medios por familia eran $29,583. Los hombres tenían unos ingresos medios de $26,250 frente a los $17,188 para las mujeres. La renta per cápita para la localidad era de $12,985. Alrededor del 20.9% de la población estaban por debajo del umbral de pobreza.